# Христо Марашлиев
Христо Димитров Марашлиев (р. 14 февруари 1970 г., София, НР България) е бивш български футболист, играл като централен нападател. Треньор е на футболни отбори от 2005 година.

## Ранен живот
Роден е на 14 февруари 1970 г. в София, Народна република България. Син е на легендарния футболист Димитър Марашлиев.

## Кариера

### Клубна кариера
Юноша е на ЦСКА. Играе като централен нападател. През 1989 г. отива под наем във вече несъществуващия отбор Сливен. Завръща се в ЦСКА през лятото на 1990 г., като остава до лятото на 1992 г. Печели Първа професионална футболна лига за сезон 1991/92, след което преминава в португалския тим Академика. През лятото на 1993 г. отново се завръща в ЦСКА и остава един сезон, а след това отива в Славия (София). В началото на 1995 г. за пореден път се връща в ЦСКА, като играе там до лятото на 1996 г. Играе за Левски (Кюстендил) от 1996 до 1997 г., в Спартак (Варна), Черно море (Варна) и Марек Дупница. Отиви се в Сливен от 2000 до 2001 г., след което е играещ треньор в Бед Бойс (Бяла Слатина) от 2002 до 2004 г., а през 2005 г. за кратко е във Велбъжд (Слокошица).

### Кариера на треньор
Докато играе в Бед Бойс (Бяла Слатина) е и старши треньор на отбора. След прекратяване на състезателната си кариера става треньор, като от 2005 до 2008 г. е в Детско-юношеската школа на ЦСКА, след което е играещ-помощник треньор, а впоследствие старши треньор на Хебър (Пазарджик) до 2009 г. През 2010 г. води Бдин (Видин), а след това е в ДЮШ на ЦСКА от същата година до октомври 2016 г. На 9 февруари 2020 става старши треньор на Ком (Берковица) заедно с Антон Димитров.

## Успехи
Сливен
- Купа на България: 1989/90

ЦСКА
- Първа лига: 1991/92